# Issam Lahlafi
Issam Lahlafi, né le 26 août 1989 à Fès, est un footballeur marocain. Il est évolue au poste de gardien de but au sein du Youssoufia Berrechid.

## Biographie
Issam Lahlafi commence sa carrière professionnelle en 2011 en Botola Pro avec le club du Wydad de Fès. 
Le 4 août 2014, il signe un contrat de deux ans au Chabab Rif Al Hoceima. Il réalise une saison complète dans le club rifain, avec 15 matchs de championnat. Ses performances attirent l'intérêt du club du Mouloudia d'Oujda, promu en première division marocaine. Il y signe en 2015 un contrat de trois ans. Après avoir joué une saison avec le Mouloudia d'Oujda (18 matchs de championnat), il est relégué en deuxième division marocaine pour la saison 2016-17.
Le 30 juillet 2017, il signe en faveur du CA Khénifra. Il rejoint ensuite en début d'année 2018 l'Ittihad de Tanger.